# Viorel Mureșan
Viorel Mureșan (n. 1 aprilie 1953, Vicea, județul Maramureș) este un poet optzecist, critic literar și publicist român. 

## Biografie
A urmat școala primară în satul natal, apoi gimnaziul din Someș-Uileac. În 1968 a devenit elev la Liceul de Cultură Generală din Cehu Silvaniei și a debutat în ziarul „Năzuința”. După bacalaureat, a dat admitere la Facultatea de Filologie din Cluj. În timpul studenției a fost unul dintre redactorii revistei de cultură „Echinox”.
A debutat în volum cu placheta „Scrisori din muzeul pendulelor”, apărută la Editura Albatros în 1982. A urmat o pauză de aproape un deceniu, răstimp în care poetul a publicat în mai multe reviste literare ale vremii: „Tribuna”, „Vatra”, „Steaua”, „Transilvania”, „Luceafărul”, „Contemporanul” etc.
Al doilea volum, „Biblioteca de os”, a apărut în 1991, urmat de „Pietrele nimicului” (1995), „Ramele Nordului” (1998), toate trei publicate „cu o consecvență în ale visării ce sfidează economia de piață” (Simone Györfi) la Editura Dacia din Cluj. Poemele din aceste plachete au fost traduse în maghiară de Szabó K. István și Simone Györfi, în germană și italiană, în franceză de Maria Druță și Zoe Mureșan, în engleză de Olimpia Iacob.

## Operă
- Scrisori din muzeul pendulelor (Editura Albatros, 1982)
- Pietrele nimicului (Editura Dacia, 1995)
- Ramele Nordului (Editura Dacia, 1998)
- Ceremonia ruinelor (Editura Dacia, 2003)
- Sâmbăta lucrurilor (Editura Limes, 2006)
- Buchetul de platină (Editura Eikon, 2010)
- Locul în care se va deschide cartea (Editura Dacia XXI, 2010)
- Soarele tăiat cu o foarfecă (Tipo Moldova, 2011)
- Colecția de călimări 1 (Caiete Silvane, 2011)
- Colecția de călimări 2 (Caiete Silvane, 2013)